# Strathcona Highschool
Die Strathcona High School ist eine weiterführende Schule in der Stadt Edmonton, Alberta in Kanada. Die Schule ist benannt nach dem kanadischen Unternehmer und Politiker Lord Donald Strathcona (1820–1914).

## Geschichte
Die Schule wurde 1908 mit 71 Schülern gegründet und war zunächst in dem Gebäude Old Scona einige Blöcke vom jetzigen Standort entfernt untergebracht. 1955 wurde das heutige größere Gebäude bezogen. Die Schule ist damit die älteste noch bestehende Schule in Edmonton.

## Strathcona High School heute
Heute besuchen 1.500 Schüler die Schule. Die Schule verfügt mit der Strathcona Library über eine Bibliothek, die den Schülern rund um die Uhr und jeden Tag zur Verfügung steht. An Sportarten werden Basketball, American Football, Volleyball,  Skilanglauf, Leichtathletik, Golf, Rugby, Fußball, Badminton und Schwimmen angeboten. Die Schule stellte mehrfach die Champions der Provinzmeisterschaften in etlichen dieser Disziplinen.